# S-мина
S-mine или «Springmine» (прыгающая мина) — Германская противопехотная выпрыгивающая осколочная мина кругового поражения времен Второй мировой войны.
Была разработана в Германии в 1930-х годах. Предназначена для применения на открытой местности против пехотных подразделений и неукрытой (небронированной) живой силы.
Первый представитель класса выпрыгивающих мин.

## Принцип действия
При срабатывании взрывателя луч огня попадает на пороховой замедлитель, который по центральной запальной трубке поджигает вышибной заряд, представленный тонким диском чёрного пороха. Последний выбрасывает на высоту порядка 0,5-1,5 м боевую часть мины. В это время происходит горение пороховых столбиков-замедлителей в трёх дистанционных запалах. Как только в одном из них пламя достигает капсюля-детонатора, последний срабатывает, вызывая подрыв основного заряда мины. Поражающее действие обуславливается наличием в корпусе мины 360 готовых поражающих элементов (ГПЭ) сферической формы диаметром 8...9 мм (масса ГПЭ 2...3 г). При подрыве боевой части на высоте 0,5-1,5 м обеспечивается горизонтальный разлет осколков, начальная скорость разлета осколков до 1000 м/с. Согласно немецкой документации, убойный радиус мины составлял 20 м, эффективный радиус осколочного поражения - 100 м «по всем видам живых целей». В наставлениях армии США времён ВМВ был указан радиус поражения 140 м.

## Устройство мины S-Mine 35 с взрывателем S.Mi.Z.35

Принципиальное устройство мины S-Mine 35 с взрывателем S.Mi.Z.35

1. усики взрывателя нажимного действия
2. предохранительная чека
3. внешняя пружина
4. пружина ударника
5. ударник
6. капсюль-воспламенитель
7. резьбовая пробка канала пороховых замедлителей
8. поражающие элементы
9. каналы дистанционных запалов
10. капсюль-детонатор
11. пороховые столбики-замедлители (прибл. 0,5 с) разрывного заряда
12. пороховой столбик-замедлитель (прибл. 4,5 с) вышибного заряда
13. вышибной заряд
14. резьбовая пробка отверстия для заполнения мины ВВ
15. герметичное уплотнение корпуса мины

Принцип действия S-мины

16. разрывной заряд (280 г ТНТ)

## Применение во Второй Мировой войне

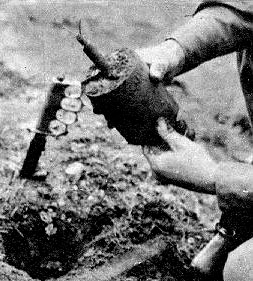
Извлечение S-мины из грунта.

Во время наступления союзников в Европе S-мина получила прозвище американских пехотинцев — «прыгающая Бетти» («Bouncing Betty»). S-мина оказывала большое психологическое воздействие на силы союзников. На Восточном фронте её обычно называли либо «мина-лягушка», либо на немецкий манер «шпрингмина». 
На момент завершения выпуска в 1945 году, всего было произведено около 1,93 миллионов подобных мин.
На основе конструкции мин SMi, аналогичные устройства были разработаны во Франции (Mine Bondissante Mle-1939), Великобритании (Shrapnel Mine MK1/MK2), США (M2, M16). Советским аналогом были мины серии ОЗМ.
Применялась как противопехотная на немецких танках “Пантера” и “Тигр” в специальных бойницах с электрическим стартом. Боекомплект 20 шт.